# 国道319号

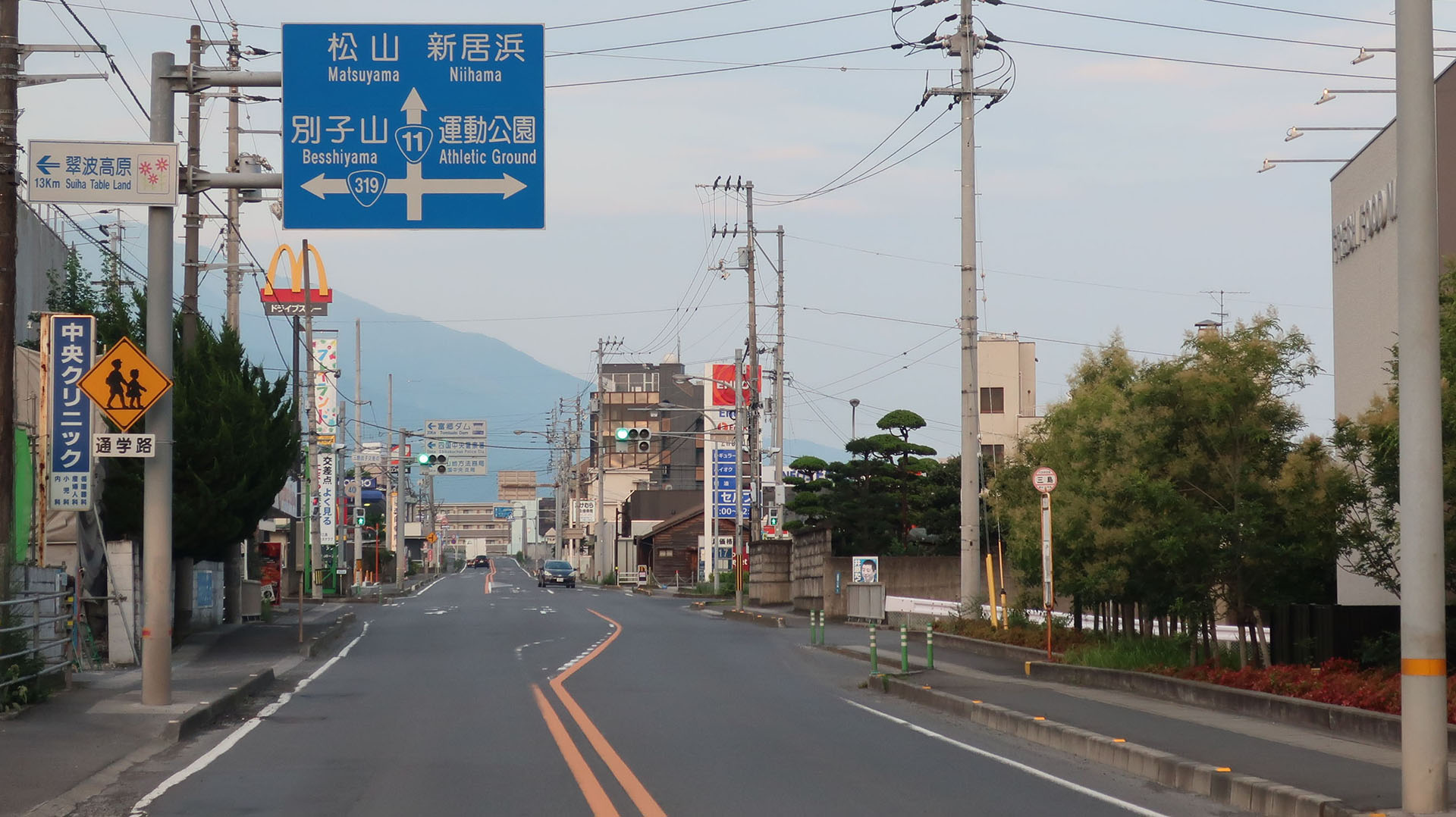
国道319号 終点
愛媛県四国中央市 三島金子交差点

国道319号（こくどう319ごう）は、香川県坂出市から徳島県三好市を経由して、愛媛県四国中央市に至る一般国道である。

## 概要

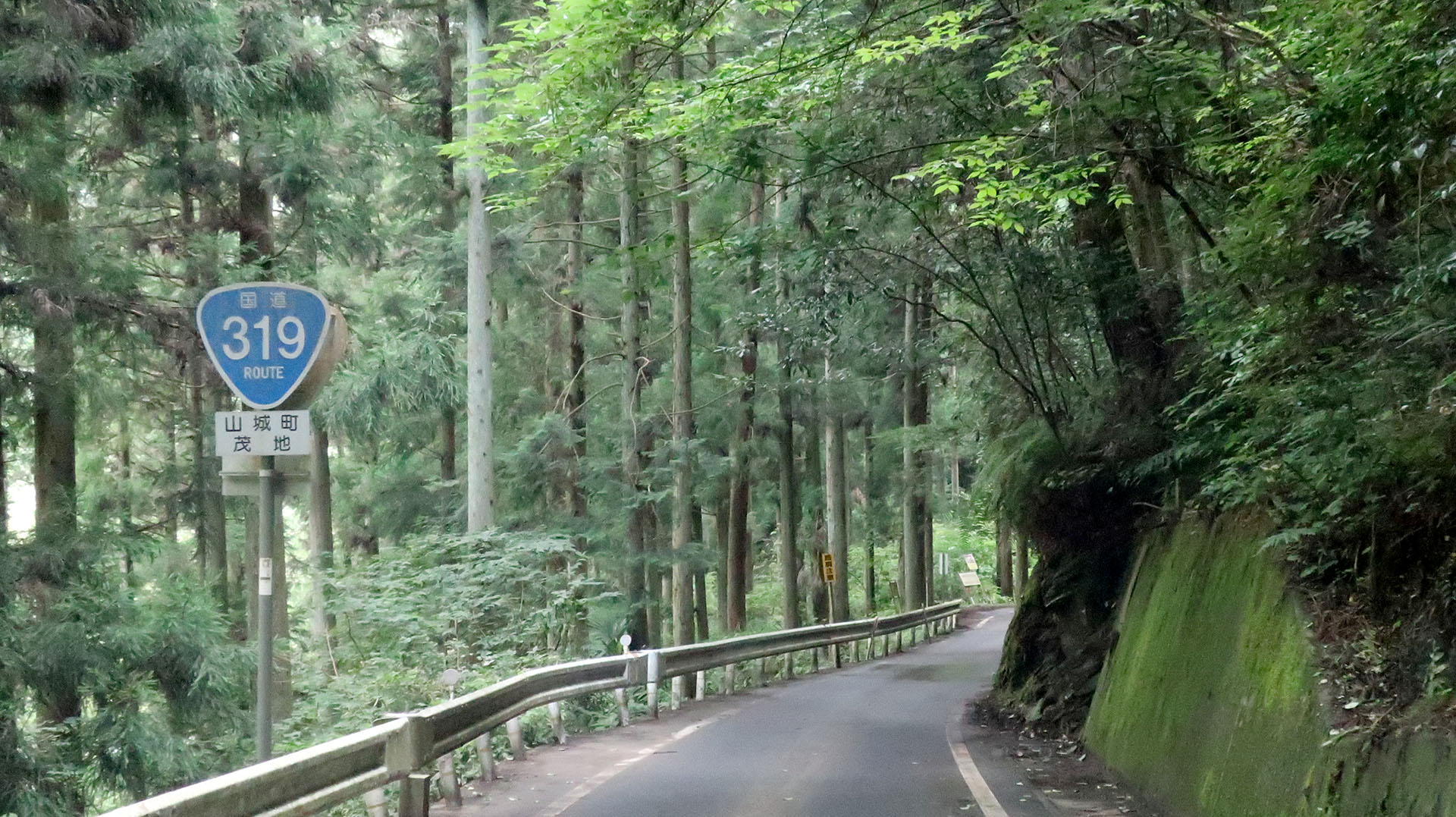
徳島県三好市山城町茂地
（2020年7月撮影）

起点の坂出市から丸亀市原田町までは国道11号と重複し、丸亀市原田町から徳島県三好市山城町川口にかけては南進する。以前は善通寺市街区間含め全線が片側1車線だったが、善通寺バイパスの開通により一部区間が片側2車線化となった。
香川県仲多度郡まんのう町買田から三好市山城町川口に至る区間は国道32号との重複である。三好市池田町州津から三好市山城町川口に至る区間は吉野川沿いを通行する。
三好市山城町川口から愛媛県四国中央市金砂町金砂湖にかけては銅山川に沿って西進する。徳島・愛媛県境付近と、四国中央市新宮町堀切トンネル南口から四国中央市金砂町平野橋に至る区間は道幅が狭く、見通しが悪いカーブが続く、いわゆる酷道のままである。
金砂湖から四国中央市街にかけては北進する。金砂湖から終点三島金子交差点に至る区間は、1車線幅の法皇トンネルを除き再び対面通行になる。平野部でJR四国予讃線 伊予三島駅の西側を通過し、終点・三島金子交差点で国道11号と合流する。

### 路線データ
一般国道の路線を指定する政令に基づく起終点および重要な経過地は次のとおり。
- 起点：坂出市（川津交差点 = 国道11号上、国道438号・香川県道19号坂出港線終点）
- 終点：伊予三島市[注釈 2]（三島金子交差点 = 国道11号・国道192号交点）
- 重要な経過地：丸亀市、善通寺市、香川県仲多度郡琴平町、徳島県三好郡井川町[注釈 3]、同郡池田町[注釈 3]、同郡山城町[注釈 3]
- 総延長 : 130.9 km（徳島県 57.5 km、香川県 32.5 km、愛媛県 40.8 km）[2][注釈 4]
- 重用延長 : 69.5 km（徳島県 47.6 km、香川県 22.0 km、愛媛県 - km）[2][注釈 4]
- 未供用延長 : なし[2][注釈 4]
- 実延長 : 61.3 km（徳島県 10.0 km、香川県 10.5 km、愛媛県 40.8 km）[2][注釈 4]
  - 現道 : 61.0 km（徳島県 10.0 km、香川県 10.5 km、愛媛県 40.5 km）[2][注釈 4]
  - 旧道 : 0.3 km（徳島県 - km、香川県 - km、愛媛県 0.3 km）[2][注釈 4]
  - 新道 : なし[2][注釈 4]
- 指定区間：坂出市川津町字蓮尺3513番6 - 三好市山城町末貞字川口767番3（川津交差点（起点） - 徳島県三好市・川口交差点（国道32号と重複する区間）[3]
  - 香川県内の国道319号単独区間については、全区間指定区間となっている。

## 歴史
香川県から徳島県にかけては、金毘羅街道として古くから利用されてきた道である。近代では、大久保諶之丞が中心となって建設された四国新道の一部を前身としており、1890年（明治23年）に丸亀・多度津 - 阿波池田・川口が完成している。

### 年表
- 1953年（昭和28年）5月18日 - 一級国道32号（高松市 - 高知市）が指定される。当時は現在の国道319号の経路にあたる仲多度郡多度津町や善通寺市を経由していた。
- 1970年（昭和45年）4月1日 - 国道32号の経路が綾歌郡綾南町[注釈 5]経由に変更するとともに、かつての経由地は同日新たに一般国道319号（坂出市 - 香川県仲多度郡琴平町）として指定[4]。
- 1993年（平成5年）4月1日 - 徳島県三好郡山城町[注釈 3] - 伊予三島市[注釈 2]（愛媛県道・徳島県道9号新居浜山城線の一部と高知県道・愛媛県道6号高知伊予三島線の一部）を編入。仲多度郡琴平町 - 三好郡山城町間は国道32号と重複して、香川県坂出市 - 愛媛県伊予三島市となる。
- 2020年（令和2年）12月13日 - 猪ノ鼻道路が開通する[5]。
- 2021年（令和3年）4月1日 - 猪ノ鼻道路と並行する現道だった部分が国道の指定を外れ、香川県道・徳島県道5号観音寺池田線、徳島県道267号白地州津線それぞれの単独区間となる。[6]

## 路線状況

### 別名・愛称
- 山城街道（三好市）[7]
- 伊予川街道（三好市）[7]
- 土佐(北)街道（四国中央市）
- 翠波通り（四国中央市）
- 別子翠波はな街道（四国中央市）

### バイパス

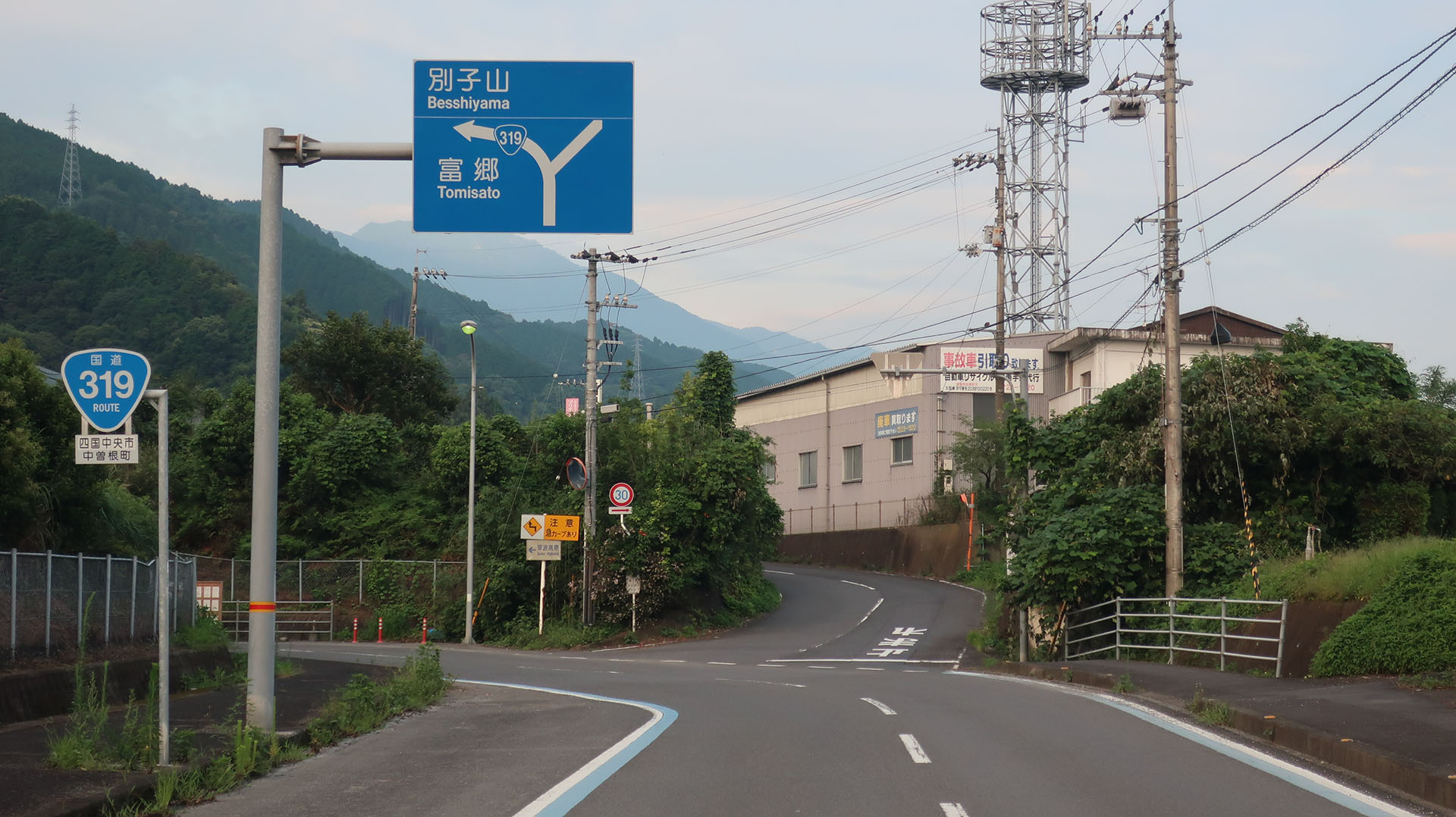
法皇バイパス
愛媛県四国中央市中曽根町

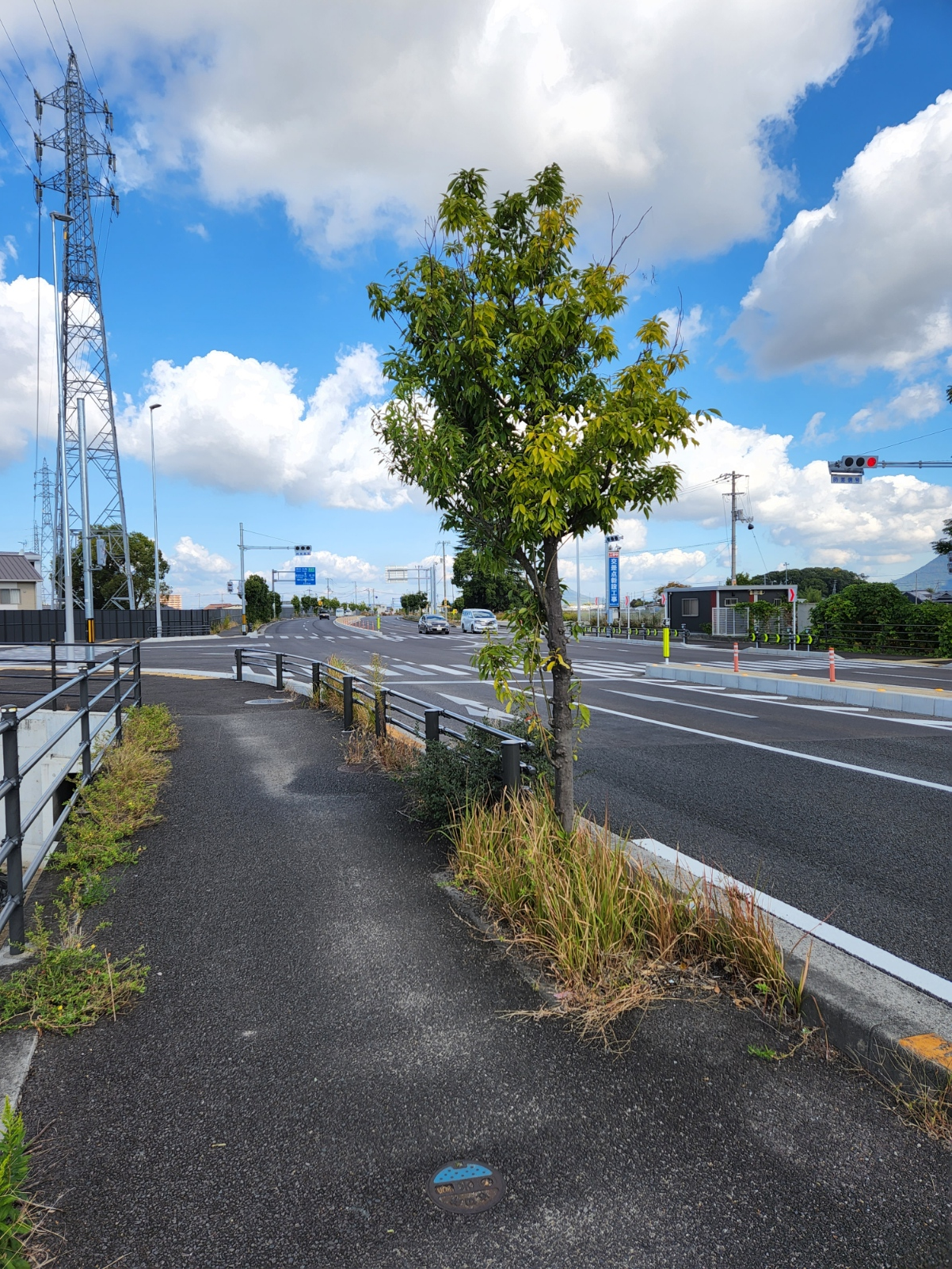
善通寺バイパス
香川県善通寺市生野町

- 善通寺バイパス
- 猪ノ鼻道路[8]
- 法皇バイパス

### 重複区間

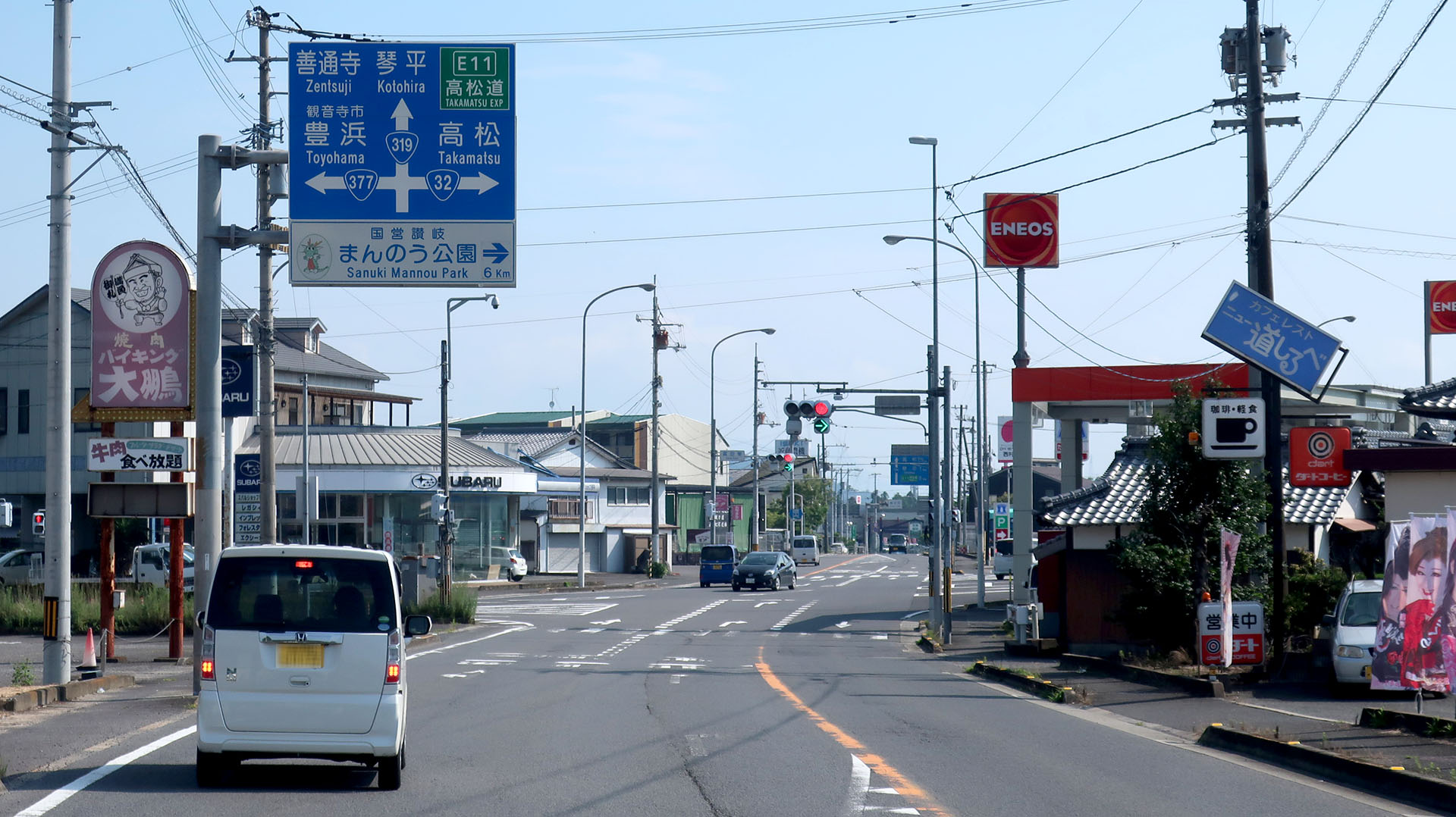
国道32号（重複区間）との分岐
香川県仲多度郡まんのう町買田

- 国道11号（香川県坂出市川津町・川津交差点（起点） - 丸亀市原田町・原田西交差点）
- 国道32号（香川県仲多度郡まんのう町買田・買田東交差点 - 徳島県三好市山城町末貞）
- 国道192号（徳島県三好市井川町西井川・井川池田IC入口交差点 - 三好市池田町白地）

### 道路施設

#### 橋梁
- 香川県
  - 新大束大橋（大束川、坂出市 - 綾歌郡宇多津町、国道11号重複区間内）
  - 丸亀大橋（土器川、丸亀市、国道11号重複区間内）
  - 西村新橋（古子川、丸亀市、国道11号重複区間内）
  - あまし橋（清水川、丸亀市、国道11号重複区間内）
  - 善通寺大橋（金倉川、善通寺市）
  - 大麻橋（金倉川、善通寺市 - 仲多度郡琴平町）
  - 五條橋（金倉川、仲多度郡琴平町）
  - ごうみ橋（買田川、仲多度郡まんのう町、国道32号重複区間内）
- 徳島県
  - 新込野橋（延長42.5 m、新鮎苦谷川、三好市、国道32号重複区間内）
  - 箸蔵第1橋（延長30 m、新鮎苦谷川、三好市、国道32号重複区間内）
  - 箸蔵第2橋（延長73.5 m、新鮎苦谷川、三好市、国道32号重複区間内）
  - 箸蔵第3橋（延長99.0 m、新鮎苦谷川、三好市、国道32号重複区間内）
  - 四国中央橋（延長548 m、幅員14.5 m、2002年（平成14年）完成、吉野川、三好市、国道32号重複区間内）
  - 池田第二橋（弥十柳川、三好市、国道32号重複区間内）
  - 池田大橋（延長294 m、幅員11.5 m、1976年（昭和51年）完成、吉野川、三好市、国道32号重複区間内）
- 愛媛県
  - 新宮橋（馬立川、四国中央市）
  - 銅山川橋（銅山川、四国中央市）
  - 神子屋敷大橋（上小川、四国中央市）
  - 平野橋（延長168.8 m、銅山川、四国中央市）
  - 山田大橋（延長357.5 m、四国中央市）
  - 光明大橋（延長198 m、光明川、四国中央市）
  - 出口橋（不老谷川、四国中央市）
  - 井関橋（四国中央市）

#### トンネル
- 香川県

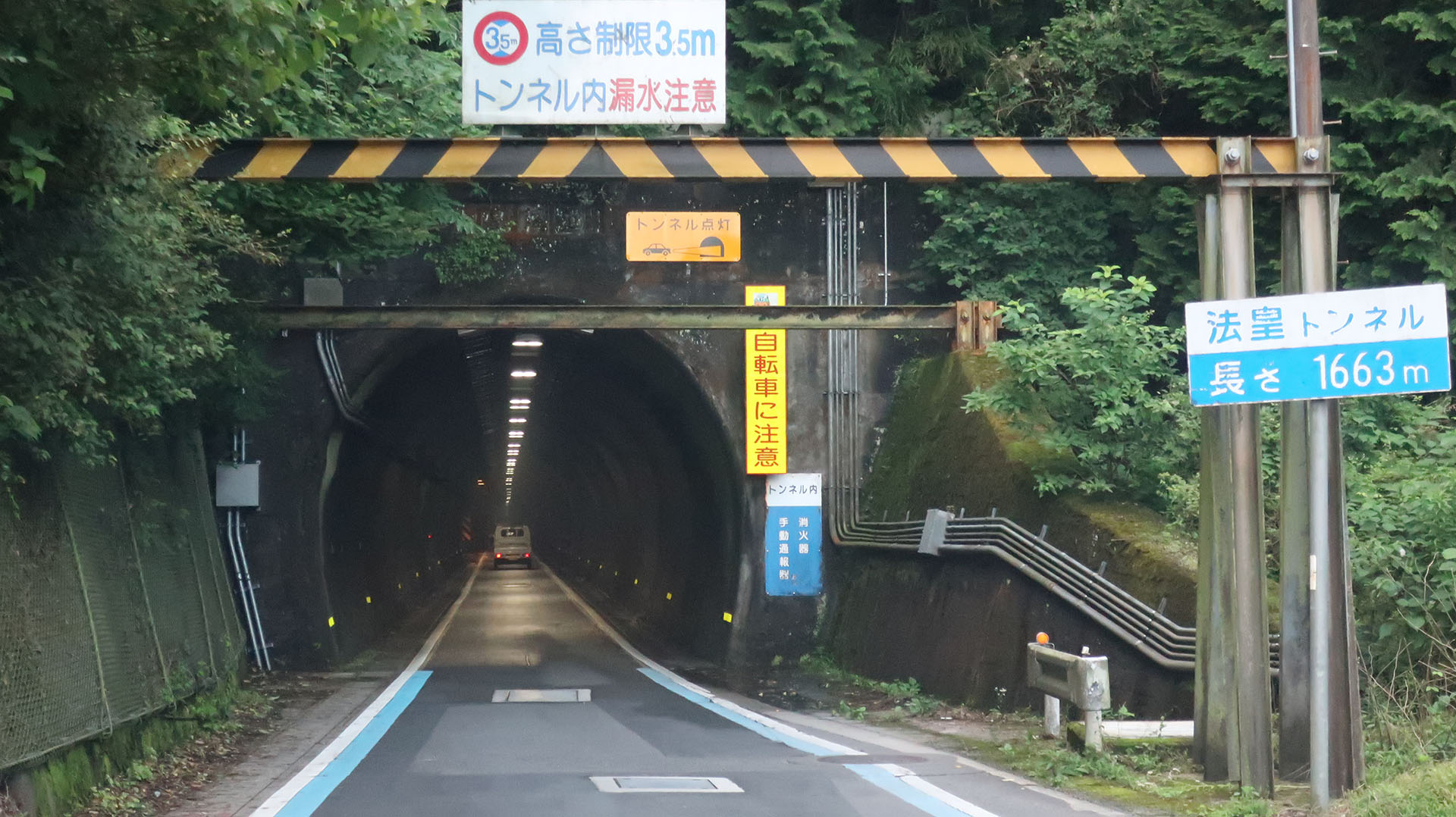
法皇トンネル
愛媛県四国中央市寒川町

  - 新猪之鼻トンネル：延長4,187 m、2020年（令和2年）竣工、三豊市 - 徳島県三好市（国道32号重複区間内）
- 徳島県
  - 西山トンネル：延長2,115 m、2020年（令和2年）竣工、三好市（国道32号重複区間内）
  - 箸蔵第1トンネル：延長155 m、2020年（令和2年）竣工、三好市（国道32号重複区間内）
  - 箸蔵第2トンネル：延長275 m、2020年（令和2年）竣工、三好市（国道32号重複区間内）
  - 池田トンネル：延長84 m、1976年（昭和51年）竣工、三好市（国道32号重複区間内）
- 愛媛県
  - 法皇トンネル：延長1,663 m、1960年（昭和35年）竣工、四国中央市
  - 権現トンネル：延長329 m、2005年（平成17年）竣工、四国中央市

#### 道の駅
- 香川県
  - 空の夢もみの木パーク（仲多度郡まんのう町、国道32号との重複区間）
  - たからだの里さいた（三豊市財田町、国道32号との重複区間）

### 事前通行規制区間
1968年（昭和43年）12月に異常気象時における事前通行規制区間が定められた。
| 区間                                                      | 延長   | 時間雨量  | 連続雨量               | 備考                       |
| --------------------------------------------------------- | ------ | --------- | ---------------------- | -------------------------- |
| 愛媛県四国中央市具定町 - 愛媛県四国中央市金砂町平野山間   | 4.5 km | 40 mm以上 | 200 mm以上の場合通行止 | 2010年度（平成22年度）現在 |
| 愛媛県四国中央市金砂町柳瀬 - 愛媛県四国中央市金砂町柳瀬間 | 1.3 km | 40 mm以上 | 200 mm以上の場合通行止 | 2010年度（平成22年度）現在 |

## 地理

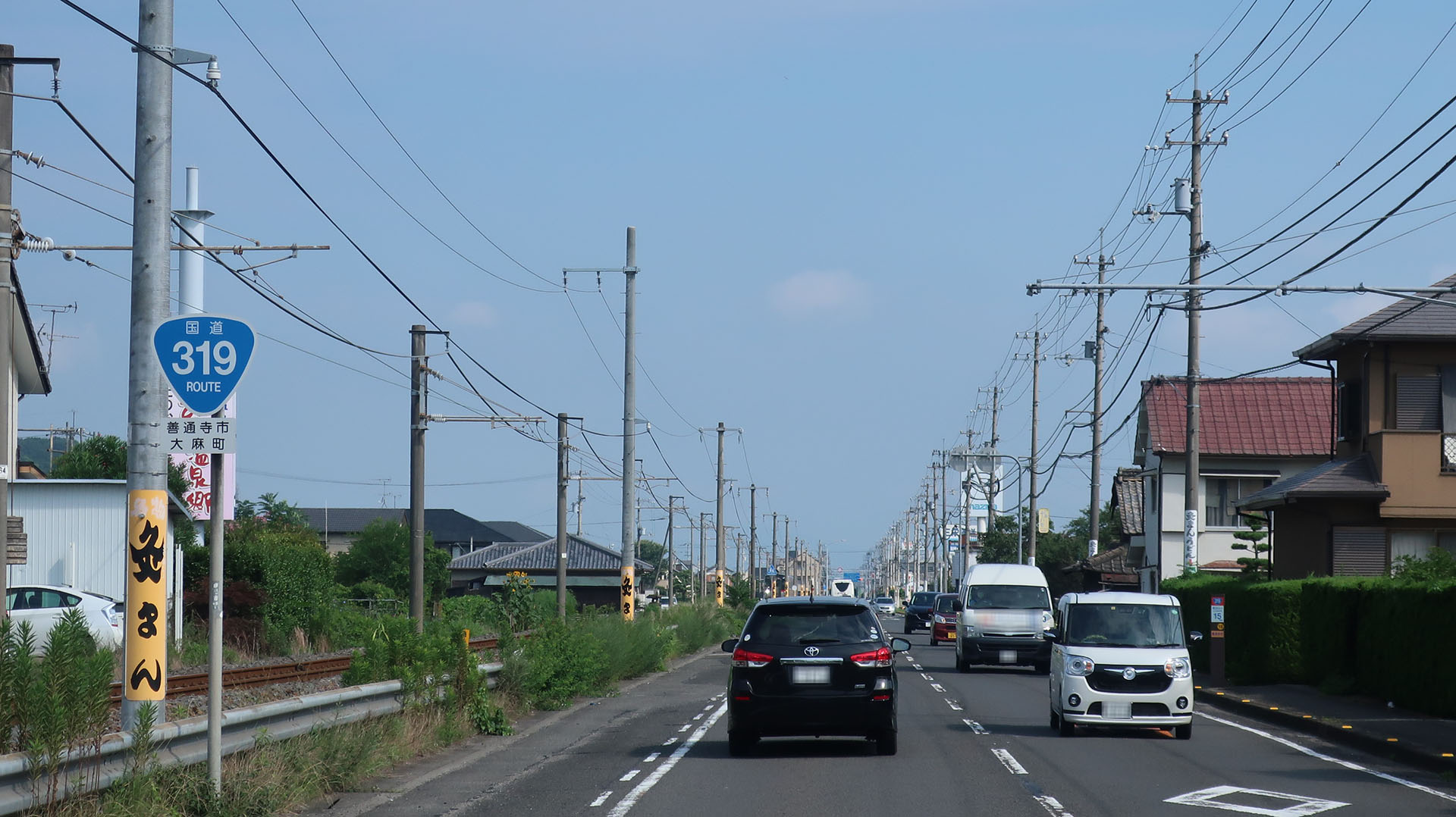
香川県善通寺市大麻町
（2020年7月撮影）

### 通過する自治体
- 香川県
  - 坂出市 - 綾歌郡宇多津町 - 丸亀市 - 善通寺市 - 仲多度郡琴平町 - 仲多度郡まんのう町 - 三豊市
- 徳島県
  - 三好市
- 愛媛県
  - 四国中央市

### 交差する道路
| 交差する道路                                                                           | 都道府県名 | 市町村名   | 市町村名   | 交差する場所           | 交差する場所                      |
| -------------------------------------------------------------------------------------- | ---------- | ---------- | ---------- | ---------------------- | --------------------------------- |
| 国道11号 重複区間起点 国道438号                                                        | 香川県     | 坂出市     | 坂出市     | 川津町                 | 川津交差点 / 起点                 |
| E11 高松自動車道 E30 瀬戸中央自動車道                                                  | 香川県     | 坂出市     | 坂出市     | 川津町                 | 5 坂出IC                          |
| 香川県道191号富熊宇多津線                                                              | 香川県     | 綾歌郡     | 宇多津町   | 大字東分               | 津の郷交差点                      |
| 香川県道194号飯野宇多津線 重複区間起点                                                 | 香川県     | 綾歌郡     | 宇多津町   | 大字東分               |                                   |
| 香川県道194号飯野宇多津線 重複区間終点                                                 | 香川県     | 丸亀市     | 丸亀市     | 飯野町東分             | 丸亀市飯野町交差点                |
| 香川県道195号岡田丸亀線                                                                | 香川県     | 丸亀市     | 丸亀市     | 飯野町西分             | 丸亀市飯野町交差点                |
| 香川県道21号丸亀詫間豊浜線 香川県道46号長尾丸亀線                                      | 香川県     | 丸亀市     | 丸亀市     | 土器町西4丁目          |                                   |
| 香川県道・徳島県道4号丸亀三好線 香川県道204号丸亀停車場線                              | 香川県     | 丸亀市     | 丸亀市     | 柞原町（くばらちょう） | 柞原交差点                        |
| 香川県道206号原田琴平線                                                                | 香川県     | 丸亀市     | 丸亀市     | 田村町                 | 田村東交差点                      |
| 香川県道33号高松善通寺線                                                               | 香川県     | 丸亀市     | 丸亀市     | 原田町                 | 丸亀原田交差点                    |
| 国道11号 重複区間終点                                                                  | 香川県     | 丸亀市     | 丸亀市     | 原田町                 | 原田西交差点                      |
| 香川県道33号高松善通寺線                                                               | 香川県     | 善通寺市   | 善通寺市   | 原田町                 | 原田東交差点                      |
| 香川県道18号善通寺府中線                                                               | 香川県     | 善通寺市   | 善通寺市   | 原田町                 |                                   |
| E11 高松自動車道                                                                       | 香川県     | 善通寺市   | 善通寺市   | 原田町                 | 善通寺IC前交差点 3 善通寺IC       |
| 香川県道24号善通寺大野原線                                                             | 香川県     | 善通寺市   | 善通寺市   | 与北町                 | 西原北交差点                      |
| 香川県道22号善通寺綾歌線                                                               | 香川県     | 善通寺市   | 善通寺市   | 与北町                 | 与北橋西詰交差点                  |
| 香川県道217号西白方善通寺線                                                            | 香川県     | 善通寺市   | 善通寺市   | 生野町                 |                                   |
| 香川県道25号善通寺多度津線                                                             | 香川県     | 善通寺市   | 善通寺市   | 生野町                 | 生野南交差点                      |
| 香川県道47号岡田善通寺線                                                               | 香川県     | 善通寺市   | 善通寺市   | 大麻町                 | 大麻町中土居交差点                |
| 香川県道208号大麻琴平買田線                                                            | 香川県     | 善通寺市   | 善通寺市   | 大麻町                 | 善通寺市大麻町交差点              |
| 香川県道206号原田琴平線                                                                | 香川県     | 仲多度郡   | 琴平町     | 苗田                   |                                   |
| 香川県道206号原田琴平線 香川県道282号高松琴平線                                        | 香川県     | 仲多度郡   | 琴平町     | 榎井                   | 琴平町榎井交差点                  |
| 香川県道190号炭所東琴平線                                                              | 香川県     | 仲多度郡   | 琴平町     | 五條                   | 琴平町五条交差点                  |
| 国道32号 重複区間起点 国道377号 重複区間終点                                           | 香川県     | 仲多度郡   | まんのう町 | 買田                   | 買田東交差点                      |
| 香川県道208号大麻琴平買田線                                                            | 香川県     | 仲多度郡   | まんのう町 | 買田                   | 買田南交差点                      |
| 香川県道197号財田まんのう線                                                            | 香川県     | 三豊市     | 三豊市     | 財田町財田上           | 道上橋西交差点                    |
| 香川県道202号春日讃岐財田停車場線 重複区間起点                                         | 香川県     | 三豊市     | 三豊市     | 財田町財田上           |                                   |
| 香川県道202号春日讃岐財田停車場線 重複区間終点                                         | 香川県     | 三豊市     | 三豊市     | 財田町財田上           |                                   |
| 香川県道218号財田上高瀬線                                                              | 香川県     | 三豊市     | 三豊市     | 財田町財田上           |                                   |
| 香川県道・徳島県道5号観音寺池田線 重複区間起点                                         | 香川県     | 三豊市     | 三豊市     | 財田町財田上           | たからだの里さいた交差点          |
| 香川県道・徳島県道5号観音寺池田線 重複区間終点                                         | 香川県     | 三豊市     | 三豊市     | 財田町財田上           |                                   |
| 徳島県道267号白地州津線 重複区間起点                                                   | 徳島県     | 三好市     | 三好市     | 池田町州津             |                                   |
| 徳島県道267号白地州津線 重複区間終点                                                   | 徳島県     | 三好市     | 三好市     | 池田町州津             |                                   |
| E32 徳島自動車道 国道192号 重複区間起点 香川県道・徳島県道5号観音寺池田線 重複区間起点 | 徳島県     | 三好市     | 三好市     | 井川町西井川           | 井川池田IC入口交差点 6 井川池田IC |
| 香川県道・徳島県道5号観音寺池田線 重複区間終点                                         | 徳島県     | 三好市     | 三好市     | 池田町ヤマダ           |                                   |
| 香川県道・徳島県道5号観音寺池田線                                                      | 徳島県     | 三好市     | 三好市     | 池田町ウヱノ           |                                   |
| 国道192号 重複区間終点 徳島県道268号野呂内三縄停車場線 重複区間起点                    | 徳島県     | 三好市     | 三好市     | 池田町白地             |                                   |
| 徳島県道268号野呂内三縄停車場線 重複区間終点                                           | 徳島県     | 三好市     | 三好市     | 池田町白地             |                                   |
| 徳島県道270号一宇祖谷口停車場線 重複区間起点                                           | 徳島県     | 三好市     | 三好市     | 山城町下川             | 山城町祖谷口交差点                |
| 徳島県道32号山城東祖谷山線 徳島県道270号一宇祖谷口停車場線 重複区間終点                | 徳島県     | 三好市     | 三好市     | 山城町下川             |                                   |
| 国道32号 重複区間終点                                                                  | 徳島県     | 三好市     | 三好市     | 山城町末貞             |                                   |
| 愛媛県道・高知県道5号川之江大豊線 重複区間起点                                         | 愛媛県     | 四国中央市 | 四国中央市 | 新宮町新宮             |                                   |
| 愛媛県道・高知県道5号川之江大豊線 重複区間終点                                         | 愛媛県     | 四国中央市 | 四国中央市 | 新宮町新宮             |                                   |
| 高知県道・愛媛県道6号高知伊予三島線                                                    | 愛媛県     | 四国中央市 | 四国中央市 | 金砂町平野山           |                                   |
| 国道11号 / 川之江三島バイパス                                                          | 愛媛県     | 四国中央市 | 四国中央市 | 中曽根町               |                                   |
| 愛媛県道124号上分三島線 愛媛県道126号上猿田三島線                                      | 愛媛県     | 四国中央市 | 四国中央市 | 三島中央5丁目          | 三島郵便局前交差点                |
| 国道11号                                                                               | 愛媛県     | 四国中央市 | 四国中央市 | 三島金子2丁目          | 三島金子交差点 / 終点             |

### 交差する鉄道
- 高松琴平電気鉄道琴平線
- 土讃線
- 予讃線

### 沿線
- 丸亀競技場
- 尽誠学園
- 善通寺市民体育館
- 箸蔵寺
- 徳島県立三好高等学校
- 徳島県立三好病院
- 徳島県立池田高等学校
- 三好警察署
- 阿波川口駅
- 新宮あじさいの里
- うま農業協同組合新宮支店
- 仙龍寺
- 柳瀬ダム
- 金砂湖
- 金砂湖畔公園
- 具定展望台
- 四国中央警察署
- 伊予三島郵便局
- うま農業協同組合本店

### 峠
- 香川県
  - 買田峠（標高99 m、仲多度郡まんのう町、国道32号重複区間内）
  - 樅ノ木峠（標高186 m、仲多度郡まんのう町、国道32号重複区間内）
  - 猪ノ鼻峠（標高413 m、三豊市 - 徳島県三好市、国道32号重複区間内）